# 清河发电厂
清河发电厂，现称辽宁清河发电有限责任公司，位于辽宁省铁岭市东北部的九登山麓、清河湖畔。隶属中国电力投资集团公司。目前，总装机容量为5台机组140万千瓦。在岗员工1430人。

## 历史
1966年8月清河发电厂始建。1970年12月31日第一台机组投产发电。历经4期工程扩建：
- 一期工程2台100MW火力机组，由哈尔滨锅炉厂、哈尔滨汽轮机厂制造。
- 二期工程2台100MW火力机组，由苏联制造。
- 三期工程是中国四五计划期间进口的苏联两台20万千瓦火力发电机组。
- 四期工程是中国五五计划期间进口的苏联两台20万千瓦火力发电机组。

1984年末全部竣工。总装机容量120万千瓦。是中国第一座自行设计、自行安装、装机容量超过百万千瓦的火电厂。也是当时亚洲最大的火力发电厂。是中国第一座洞内大型战备电厂。清河发电厂年发电消耗原煤400万吨左右，设计煤种主要为辽宁铁煤集团生产的长焰煤，发热量一般在17145kJ/kg，挥发分一般在40%。由于铁煤集团煤炭资源紧张，现煤源主要构成为铁煤集团约25%、黑龙江龙煤集团约30%、内蒙古霍煤集团约15%、吉林辽源矿务局约20%、其他地方矿约10%。煤炭运输铁路专用线31.3公里，自备机车6台。  
1981年1月11日8时23分，辽宁省清河发电厂#7号机脱氧器发生超压爆炸，厂房完全被摧毁，死亡9人，重伤3人，轻伤3人，直接经济损失500余万元。
1997年12月16日之前，清河发电厂直属于东北电业管理局。
2007年11月，中国电力国际发展有限公司（2380.HK）以总代价9.446亿元收购清河公司在建的600MW超临界机组。中国电力将以现金向清河公司支付1.8亿元人民币，另外承当该项目7.64亿元人民币的相关债务。
辽宁清河发电有限责任公司“上大压小”技术改造二期工程1×600MW超临界机组，以高参数、大容量、低能耗、高效除尘脱硫机组来代替4台100MW小火电机组。于2008年投产发电。 清河电厂9号机组是中国首台设计制造的燃烧褐煤的超临界600MW发电机组，于2009年12月31日19时29分实现首次并网发电，于2010年3月16日21时高标准一次顺利通过168小时试运行。 于2010年3月16日21时正式移交生产。该机组采用二次循环水冷却方式，设计煤种采用内蒙霍林河煤矿褐煤，同步设计安装高效静电除尘脱硫装置。工程动态总投资22.8亿元。2012年5月14日，辽宁电科院在对清河发电厂9号机组进行金属检验过程中发现了炉顶西侧主蒸汽管道与安装打压堵板套管连接焊缝处发生重大裂缝，沿焊缝两侧熔合线开裂，深度近10mm。